# لیمن لمنیتزر
لیمن لمنیتزر (انگلیسی: Lyman Lemnitzer; ۲۹ اوت ۱۸۹۹ – ۱۲ نوامبر ۱۹۸۸) ژنرال نیروی زمینی ایالات متحده آمریکا بود، که از ۱۹۶۰ تا ۱۹۶۲ به‌عنوان‌ چهارمین رئیس ستاد مشترک نیروهای مسلح ایالات متحده آمریکا فعالیت می‌کرد.
لمنیتزر فعالیت نظامی را از سال ۱۹۲۰ در نیروی زمینی آمریکا آغاز کرد، از ۱۹۵۰ تا ۱۹۵۱ فرمانده لشکر ۱۱ هوابرد بود، از ۱۹۵۱ تا ۱۹۵۲ فرماندهی لشکر ۷ پیاده را برعهده داشت و از ۱۹۵۵ تا ۱۹۵۶ به‌عنوان فرمانده ارتش هشتم فعالیت می‌کرد. 
وی از ۱۹۵۷ تا ۱۹۵۹ جانشین رئیس ستاد نیروی زمینی آمریکا بود، از ۱۹۵۹ تا ۱۹۶۰ ریاست ستاد نیروی زمینی ایالات متحده آمریکا را برعهده داشت و در فاصله سال‌های ۱۹۶۳ تا ۱۹۶۹ به‌عنوان فرمانده عالی متفقین اروپا فعالیت می‌کرد. 
او تنها افسری است که به‌عنوان رئیس ستاد مشترک خدمت کرده و پس از پایان دوره ریاستش، در یک فرماندهی نظامی دیگر ایالات متحده (رده پایین‌تر) فعالیت کرده است. لمنیتزر در ژوئیه ۱۹۶۹ از نیروهای مسلح بازنشسته شد. دوره ۱۴ ساله فعالیت او به‌عنوان یک ژنرال چهار ستاره در حال خدمت، پس از ژنرال ویلیام تکامسه شرمن، دومین دوره طولانی در این رتبه در تاریخ نیروهای مسلح ایالات متحده است. وی در جنگ جهانی دوم، جنگ کره و جنگ ویتنام حضور داشت.